# Сошихинский район
Сошихинский район — административно-территориальная единица в составе Ленинградской и Псковской областей РСФСР, существовавшая в 1935—1959 годах.
Сошихинский район в составе Ленинградской области был образован в 1935 году. В него вошли Жиденовский, Заслюжский, Качановский, Красноивановский, Лавровский, Немоевский, Островинский, Сумецкий, Шашковский с/с Островского района и Степанвоский, Федоровский, Шалашинский, Шиковский с/с Славковского района. В том же году район вошёл в состав Псковского округа.
В 1937 году из Славковского района в Сошихинский был передан Сонинский с/с.
В 1940 году Псковский округ был упразднён и район перешёл в прямое подчинение Ленинградской области.
В 1944 году район был передан в Псковскую область.
В 1946 году Жиденовский с/с переименован в Великорецкий.
В 1954 году Качановский и Сумецкий с/с были объединены в Шаркуновский. Великорецкий и Лавровский с/с присоединены к Островинскому, Соснинский и Федоровский — к Шалашинскому, Степановский — к Шиковскому.
В 1959 году Сошихинский район был упразднён, а его территория разделена между Новоржевским (Шалашинский, Шиковский с/с) и Островским (все оставльные с/с) районами.